# Matelea micrantha
Matelea micrantha är en oleanderväxtart som beskrevs av Louis Otho Otto Williams. Matelea micrantha ingår i släktet Matelea och familjen oleanderväxter. Inga underarter finns listade i Catalogue of Life.